# Collegio di Scunthorpe
Scunthorpe è un collegio elettorale inglese della Camera dei comuni del Parlamento del Regno Unito, situato nell'Humberside, nella regione dello Yorkshire e Humber. Elegge un membro del Parlamento con il sistema maggioritario a turno unico. Il rappresentante del collegio dal 2024 è Nic Dakin del Partito Laburista.

## Estensione

Scunthorpe dal 2010 al 2024

- 1997-2010: il Borough of Scunthorpe, e i ward del borgo di Glanford di Bottesford Central, Bottesford East, Bottesford West, Kirton, Messingham e South Ancholme.
- 2010-2024: i ward del borgo di North Lincolnshire di Ashby, Bottesford, Brumby, Crosby and Park, Frodingham, Kingsway with Lincoln Gardens, Ridge e Town.
- dal 2024: i ward del borgo di North Lincolnshire di Ashby; Bottesford; Brumby; Burringham and Gunness; Burton upon Stather and Winterton; Crosby and Park; Frodingham; Kingsway with Lincoln Gardens; Ridge e Town.[1]

Il collegio comprende l'intera Scunthorpe, Bottesford, Yaddlethorpe, Messingham, Manton, Kirton-in-Lindsey, Redbourne, Hibaldstow, Cadney e i villaggi e le comunità delle parrocchie civili comprese.

## Membri del Parlamento
| Elezione | Elezione  | Deputato          | Partito      |
| -------- | --------- | ----------------- | ------------ |
|          | 1997      | Elliot Morley     | Laburista    |
| 2010     | Nic Dakin |                   | Laburista    |
|          | 2019      | Holly Mumby-Croft | Conservatore |
|          | 2024      | Nic Dakin         | Laburista    |

## Risultati elettorali

### Elezioni negli anni 2020
| Partito                    | Partito                                           | Candidato                  | Risultati 4 luglio 2024 | Risultati 4 luglio 2024 |
| Partito                    | Partito                                           | Candidato                  | Voti                    | %                       |
| -------------------------- | ------------------------------------------------- | -------------------------- | ----------------------- | ----------------------- |
|                            | Laburista                                         | Nic Dakin                  | 15 484                  | 39,65                   |
|                            | Conservatore                                      | Holly Mumby-Croft          | 11 942                  | 30,58                   |
|                            | Reform UK                                         | Darren Haley               | 8 163                   | 20,90                   |
|                            | Verdi                                             | Nick Cox                   | 1 218                   | 3,12                    |
|                            | Indipendente                                      | Abdul R Butt               | 1 202                   | 3,08                    |
|                            | Lib Dem                                           | Cahal Burke                | 942                     | 2,41                    |
|                            | Heritage                                          | Scott Curtis               | 100                     | 0,26                    |
|                            |                                                   |                            |                         |                         |
| Iscritti                   | Iscritti                                          | Iscritti                   | 74 263                  | 100,00                  |
| ↳ Votanti (% su iscritti)  | ↳ Votanti (% su iscritti)                         | ↳ Votanti (% su iscritti)  | 39 051                  | 52,58                   |
| ↳ Astenuti (% su iscritti) | ↳ Astenuti (% su iscritti)                        | ↳ Astenuti (% su iscritti) | 35 212                  | 47,42                   |
|                            |                                                   |                            |                         |                         |
|                            | Esito: collegio passa da Conservatore a Laburista |                            |                         |                         |

### Elezioni negli anni 2010
| Partito                    | Partito                                           | Candidato                  | Risultati 12 dicembre 2019 | Risultati 12 dicembre 2019 |
| Partito                    | Partito                                           | Candidato                  | Voti                       | %                          |
| -------------------------- | ------------------------------------------------- | -------------------------- | -------------------------- | -------------------------- |
|                            | Conservatore                                      | Holly Mumby-Croft          | 20 306                     | 53,79                      |
|                            | Laburista                                         | Nic Dakin                  | 13 855                     | 36,70                      |
|                            | Brexit                                            | Jerry Gorman               | 2 044                      | 5,41                       |
|                            | Lib Dem                                           | Ryk Downes                 | 875                        | 2,32                       |
|                            | Verdi                                             | Peter Dennington           | 670                        | 1,77                       |
|                            |                                                   |                            |                            |                            |
| Iscritti                   | Iscritti                                          | Iscritti                   | 61 955                     | 100,00                     |
| ↳ Votanti (% su iscritti)  | ↳ Votanti (% su iscritti)                         | ↳ Votanti (% su iscritti)  | 37 750                     | 60,93                      |
| ↳ Astenuti (% su iscritti) | ↳ Astenuti (% su iscritti)                        | ↳ Astenuti (% su iscritti) | 24 205                     | 39,07                      |
|                            |                                                   |                            |                            |                            |
|                            | Esito: collegio passa da Laburista a Conservatore |                            |                            |                            |

| Partito                    | Partito                                | Candidato                  | Risultati 8 giugno 2017 | Risultati 8 giugno 2017 |
| Partito                    | Partito                                | Candidato                  | Voti                    | %                       |
| -------------------------- | -------------------------------------- | -------------------------- | ----------------------- | ----------------------- |
|                            | Laburista                              | Nic Dakin                  | 20 916                  | 52,03                   |
|                            | Conservatore                           | Holly Mumby-Croft          | 17 485                  | 43,49                   |
|                            | UKIP                                   | Andy Talliss               | 1 247                   | 3,10                    |
|                            | Lib Dem                                | Ryk Downes                 | 554                     | 1,38                    |
|                            |                                        |                            |                         |                         |
| Iscritti                   | Iscritti                               | Iscritti                   | 61 565                  | 100,00                  |
| ↳ Votanti (% su iscritti)  | ↳ Votanti (% su iscritti)              | ↳ Votanti (% su iscritti)  | 40 202                  | 65,30                   |
| ↳ Astenuti (% su iscritti) | ↳ Astenuti (% su iscritti)             | ↳ Astenuti (% su iscritti) | 21 363                  | 34,70                   |
|                            |                                        |                            |                         |                         |
|                            | Esito: collegio confermato a Laburista |                            |                         |                         |

| Partito                    | Partito                                | Candidato                  | Risultati 7 maggio 2015 | Risultati 7 maggio 2015 |
| Partito                    | Partito                                | Candidato                  | Voti                    | %                       |
| -------------------------- | -------------------------------------- | -------------------------- | ----------------------- | ----------------------- |
|                            | Laburista                              | Nic Dakin                  | 15 393                  | 41,67                   |
|                            | Conservatore                           | Jo Gideon                  | 12 259                  | 33,19                   |
|                            | UKIP                                   | Stephen Howd               | 6 329                   | 17,13                   |
|                            | Indipendente                           | Des Comerford              | 1 097                   | 2,97                    |
|                            | Verdi                                  | Martin Dwyer               | 887                     | 2,40                    |
|                            | Lib Dem                                | Simon Dodd                 | 770                     | 2,08                    |
|                            | Indipendente                           | Paul Elsom                 | 206                     | 0,56                    |
|                            |                                        |                            |                         |                         |
| Iscritti                   | Iscritti                               | Iscritti                   | 64 022                  | 100,00                  |
| ↳ Votanti (% su iscritti)  | ↳ Votanti (% su iscritti)              | ↳ Votanti (% su iscritti)  | 36 941                  | 57,70                   |
| ↳ Astenuti (% su iscritti) | ↳ Astenuti (% su iscritti)             | ↳ Astenuti (% su iscritti) | 27 081                  | 42,30                   |
|                            |                                        |                            |                         |                         |
|                            | Esito: collegio confermato a Laburista |                            |                         |                         |

| Partito                    | Partito                                | Candidato                  | Risultati 6 maggio 2010 | Risultati 6 maggio 2010 |
| Partito                    | Partito                                | Candidato                  | Voti                    | %                       |
| -------------------------- | -------------------------------------- | -------------------------- | ----------------------- | ----------------------- |
|                            | Laburista                              | Nic Dakin                  | 14 640                  | 39,53                   |
|                            | Conservatore                           | Caroline Johnson           | 12 091                  | 32,65                   |
|                            | Lib Dem                                | Neil Poole                 | 6 774                   | 18,29                   |
|                            | UKIP                                   | Jane Collins               | 1 686                   | 4,55                    |
|                            | BNP                                    | Douglas Ward               | 1 447                   | 3,91                    |
|                            | Verdi                                  | Natalie Hurst              | 396                     | 1,07                    |
|                            |                                        |                            |                         |                         |
| Iscritti                   | Iscritti                               | Iscritti                   | 63 090                  | 100,00                  |
| ↳ Votanti (% su iscritti)  | ↳ Votanti (% su iscritti)              | ↳ Votanti (% su iscritti)  | 37 034                  | 58,70                   |
| ↳ Astenuti (% su iscritti) | ↳ Astenuti (% su iscritti)             | ↳ Astenuti (% su iscritti) | 26 056                  | 41,30                   |
|                            |                                        |                            |                         |                         |
|                            | Esito: collegio confermato a Laburista |                            |                         |                         |

### Elezioni negli anni 2000
| Partito                    | Partito                                | Candidato                  | Risultati 5 maggio 2005 | Risultati 5 maggio 2005 |
| Partito                    | Partito                                | Candidato                  | Voti                    | %                       |
| -------------------------- | -------------------------------------- | -------------------------- | ----------------------- | ----------------------- |
|                            | Laburista                              | Elliot Morley              | 17 355                  | 53,13                   |
|                            | Conservatore                           | Julian Sturdy              | 8 392                   | 25,69                   |
|                            | Lib Dem                                | Neil Poole                 | 5 556                   | 17,01                   |
|                            | UKIP                                   | David Baxendale            | 1 361                   | 4,17                    |
|                            |                                        |                            |                         |                         |
| Iscritti                   | Iscritti                               | Iscritti                   | 60 154                  | 100,00                  |
| ↳ Votanti (% su iscritti)  | ↳ Votanti (% su iscritti)              | ↳ Votanti (% su iscritti)  | 32 664                  | 54,30                   |
| ↳ Astenuti (% su iscritti) | ↳ Astenuti (% su iscritti)             | ↳ Astenuti (% su iscritti) | 27 490                  | 45,70                   |
|                            |                                        |                            |                         |                         |
|                            | Esito: collegio confermato a Laburista |                            |                         |                         |

| Partito                    | Partito                                | Candidato                  | Risultati 7 giugno 2001 | Risultati 7 giugno 2001 |
| Partito                    | Partito                                | Candidato                  | Voti                    | %                       |
| -------------------------- | -------------------------------------- | -------------------------- | ----------------------- | ----------------------- |
|                            | Laburista                              | Elliot Morley              | 20 096                  | 59,77                   |
|                            | Conservatore                           | Bernard Theobald           | 9 724                   | 28,92                   |
|                            | Lib Dem                                | Bob Tress                  | 3 156                   | 9,39                    |
|                            | Indipendente                           | Michael Cliff              | 347                     | 1,03                    |
|                            | Indipendente                           | David Patterson            | 302                     | 0,90                    |
|                            |                                        |                            |                         |                         |
| Iscritti                   | Iscritti                               | Iscritti                   | 59 724                  | 100,00                  |
| ↳ Votanti (% su iscritti)  | ↳ Votanti (% su iscritti)              | ↳ Votanti (% su iscritti)  | 33 625                  | 56,30                   |
| ↳ Astenuti (% su iscritti) | ↳ Astenuti (% su iscritti)             | ↳ Astenuti (% su iscritti) | 26 099                  | 43,70                   |
|                            |                                        |                            |                         |                         |
|                            | Esito: collegio confermato a Laburista |                            |                         |                         |

## Risultati dei referendum

### Referendum sulla permanenza del Regno Unito nell'Unione europea del 2016
|             | Collegio   | Lasciare UE % | Rimanere in UE % |
| ----------- | ---------- | ------------- | ---------------- |
|             | Scunthorpe | 69,0%         | 31,0%            |
| Inghilterra | 53,3%      | 46,7%         |                  |
| Regno Unito | 51,9%      | 48,1%         |                  |